# St. Michael (Lauterbach)

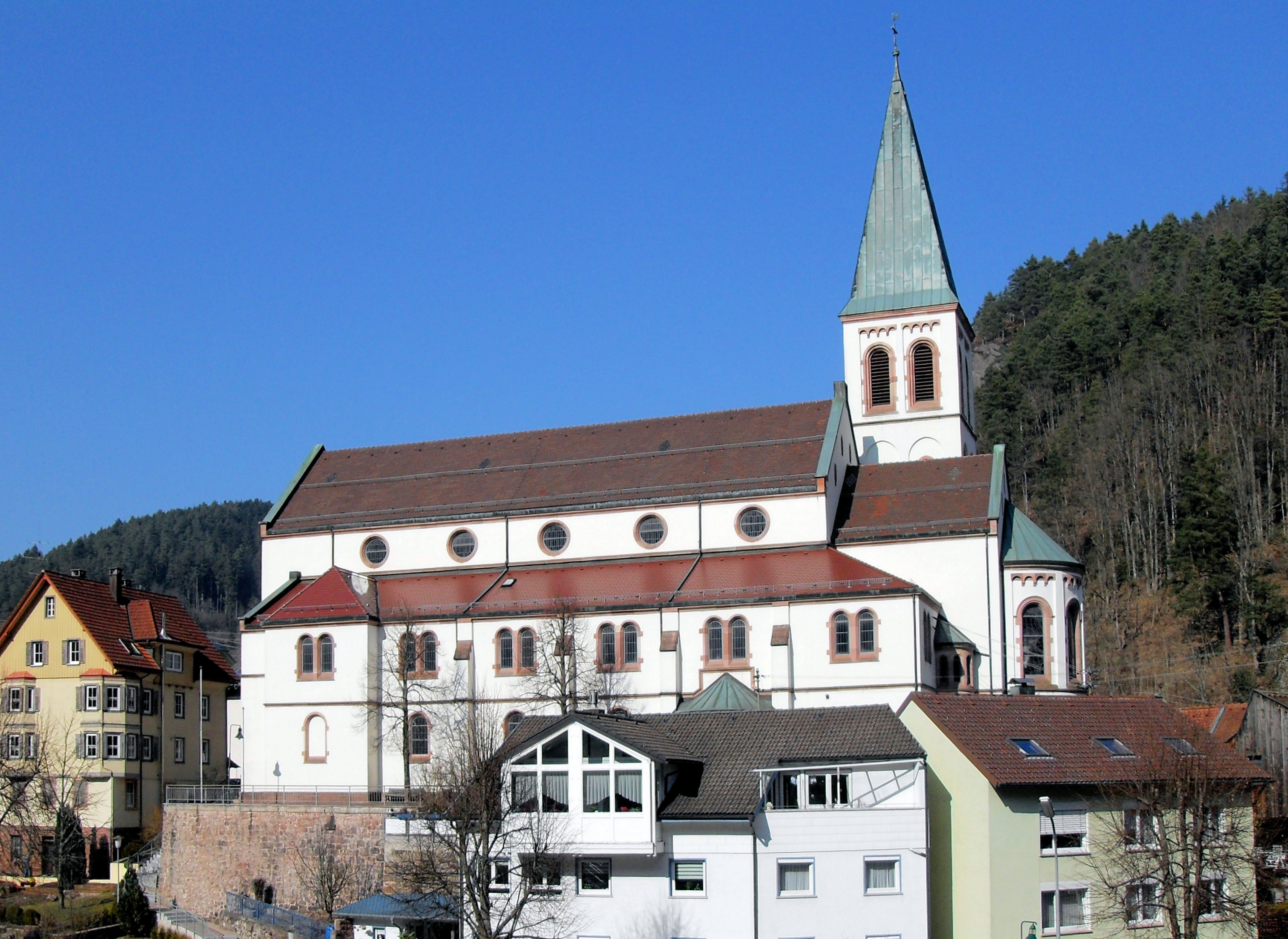
St. Michael, Lauterbach 2014

Die Pfarrkirche St. Michael ist die römisch-katholische Kirche der Ortschaft Lauterbach im Schwarzwald.
Baubeginn mit der Grundsteinlegung für die Pfarrkirche St. Michael war am 1. August 1893. Die Einweihung der Kirche erfolgte am 21. Oktober 1894. Die Pläne für die neuromanische Pfeilerbasilika stammen von Josef Cades.
Lauterbach gehörte bis zum Sieg Napoleons über den österreichischen (und den russischen) Kaiser in der Dreikaiserschlacht zum katholisch geprägte Vorderösterreich. Bis heute ist der Katholizismus stark in Schramberg und Lauterbach verbreitet.

## Kirche „Maria Königin des Friedens“
Zu der Kirchengemeinde Lauterbach gehört die kleine Filialkirche „Maria Königin des Friedens“ in Sulzbach. Die verstreuten Bewohner des 4 km langen Sulzbachtals wollten zur vorigen Jahrhundertwende eine eigene Kirche. Unmittelbar nach dem Zweiten Weltkrieg wurde in dem Seitental diese kleine Kirche gebaut.